# I/O scheduling
I/O Scheduling — общее название метода управления очередью операций ввода-вывода к жесткому диску и планировании данных операций компьютерных операционных систем. Таким образом метод повышает производительность системы. Также известен как метод планировки операций ввода-вывода.

## Назначение
- Минимизация времени установки головок
- Приоритизация некоторых запросов ввода-вывода
- Увеличение производительности дисков
- Гарантия исполнения важных запросов в кратчайшие сроки

## Описание
Поскольку данный метод направлен на увеличении производительности, то данная цель достигается всеми доступными способами. Один из них это так называемое слияние запросов. Суть его заключается в объединении нескольких запросов к физическим разделам жесткого диска в один и тем самым уменьшении операций ввода-вывода. Помимо этого запросам присваиваются определенные временные рамки, очень старые запросы имеют высший приоритет выполнения перед вновь поступившими. Методы работы с жесткими дисками и планирование операций ввода-вывода совершенствуются с развитием операционных систем и вносят всё большую эффективность. Ниже перечислены действия [ОС] по увеличению быстродействия в рамках этого метода.

## Основные функции метода
- Random scheduling (RSS)
- First In, First Out (FIFO)
- Last In, First Out (LIFO)
- Shortest seek first (SSTF)
- Elevator algorithm
- N-Step-SCAN SCAN
- FSCAN
- Completely Fair Queuing on Linux
- Anticipatory scheduling
- Noop scheduler
- Deadline scheduler